# The Heretic Anthem
The Heretic Anthem – utwór amerykańskiego zespołu muzycznego Slipknot, pochodzący z drugiego albumu studyjnego zespołu, Iowa. W 2001 roku został wydany jako promocyjny singel CD nakładem Roadrunner Records w dwóch wersjach: Heretic Song (Rough Mix) (w Wielkiej Brytanii, Europie i Stanach Zjednoczonych) i Heretic Anthem (Clean Version) (w Wielkiej Brytanii). W 2002 roku w Holandii ukazała się z kolei wersja rozszerzona singla, The Heretic Anthem (Live), zawierająca także materiały wideo.
Na kilka miesięcy przed wydaniem albumu Iowa członkowie Slipknota zainicjowali akcję polegającą na bezpłatnym rozdaniu kopii singla CD z utworem pierwszym 666 osobom, które odwiedziły stronę internetową wytwórni Roadrunner Records tuż po tym, jak akcja została ogłoszona.

## Opis
Utwór został napisany jako wyraz sprzeciwu wobec przemysłu muzycznego, którego przedstawiciele domagali się od zespołu, aby stworzył singla na potrzeby emisji radiowej – dobitnym tego wyrazem jest wers „I’m a pop star threat and I’m not dead yet” (pol. „Jestem zagrożeniem dla każdej gwiazdy popu i jeszcze nie jestem martwy”). Chociaż Slipknot nie jest zespołem satanistycznym, w tekście utworu obecny jest charakterystyczny wers „If you’re 555 then I’m 666!” (pol. „Jeśli wy jesteście 555, to ja jestem 666!”).

## Wersje innych wykonawców
Zespół Periphery stworzył cover utworu „The Heretic Anthem” i zamieścił go jako jeden z dwóch utworów dodatkowych na limitowanej edycji swojego wydanego w 2012 roku drugiego albumu studyjnego, Periphery II: This Time It’s Personal.
Deathcore’owy zespół Spite w 2014 roku wydał singla z coverem utworu.
Zespół Carnifex stworzył cover utworu i zawarł go na wydanym w 2018 roku minialbumie Bury Me in Blasphemy.

## Lista utworów
Opracowano na podstawie materiału źródłowego).
Heretic Song (Rough Mix)
| Nr | Tytuł utworu               | Długość |
| -- | -------------------------- | ------- |
| 1. | „Heretic Song (Rough Mix)” | 4:19    |
|    |                            | 4:19    |

Heretic Anthem (Clean Version)
| Nr | Tytuł utworu                   | Długość |
| -- | ------------------------------ | ------- |
| 1. | „Heretic Song (Clean Version)” | 4:19    |
|    |                                | 4:19    |

The Heretic Anthem (Live)
| Nr | Tytuł utworu                        | Długość |
| -- | ----------------------------------- | ------- |
| 1. | „The Heretic Anthem (Live)”         | 4:45    |
| 2. | „The Heretic Anthem (Live) (Video)” | 4:45    |
| 3. | „DVD Trailer (Video)”               | 2:12    |
|    |                                     | 11:42   |